# القمة الخليجية 2003 (الكويت)
قمة مجلس التعاون الخليجي 2003 أو القمة الخليجية 24 هي قمة قادة دول مجلس التعاون لدول الخليج العربية عقدت في يوم الاثنين 22 ديسمبر 2003 بدولة الكويت برئاسة سمو الشيخ صباح الأحمد الجابر الصباح رئيس مجلس الوزراء نيابتاً عن صاحب السمو الشيخ جابر الأحمد الجابر الصباح أمير دولة الكويت بحث المجلس الأعلى خلال القمة قضايا سياسية واقتصادية منها خطوات تنفيذ السوق الخليجية المشتركة، ووافق على اقامة مركز معلومات جمركي.   

## المشاركون

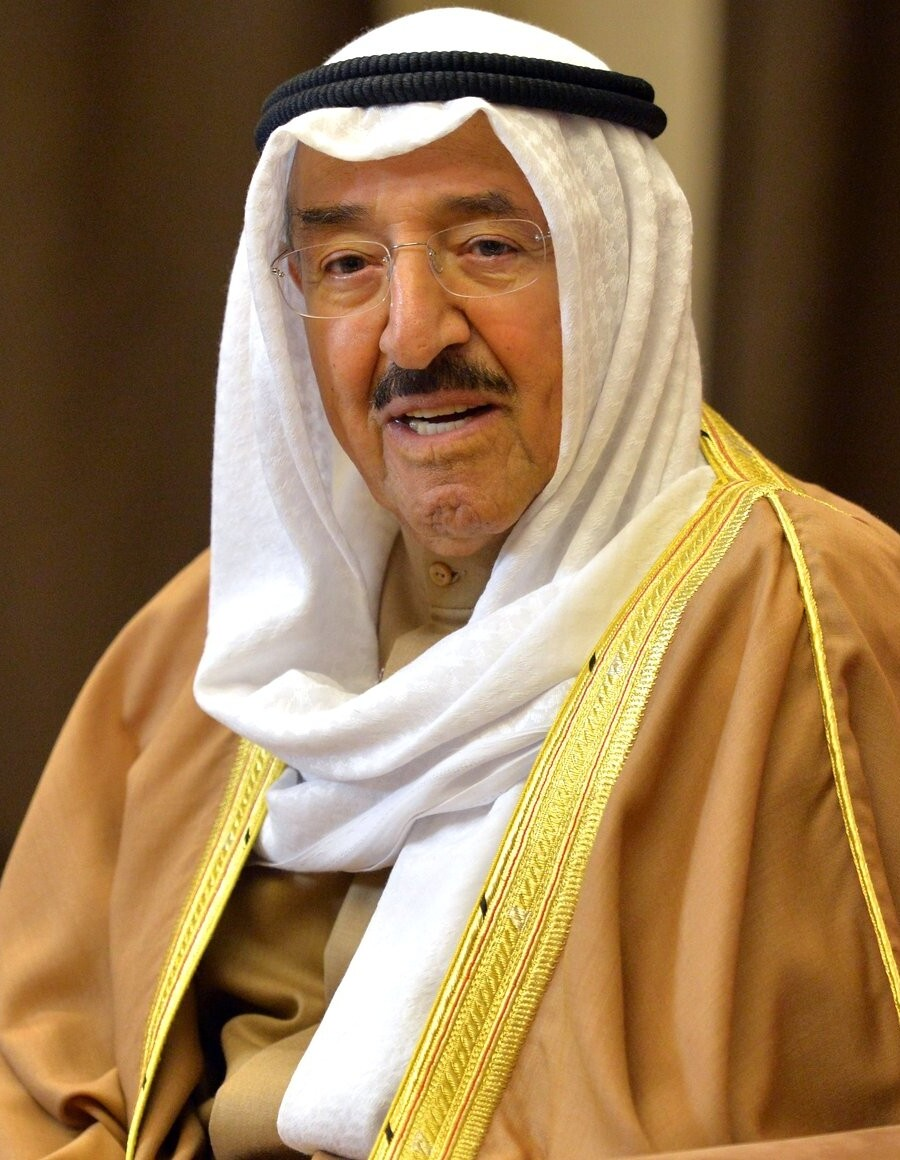
دولة الكويت سمو الشيخ صباح الأحمد الجابر الصباح رئيس مجلس الوزراء (رئيس الاجتماع)
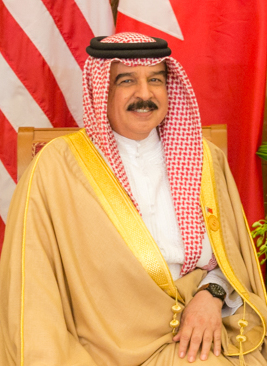
مملكة البحرين صاحب الجلالة الملك حمد بن عيسى آل خليفة ملك مملكة البحرين
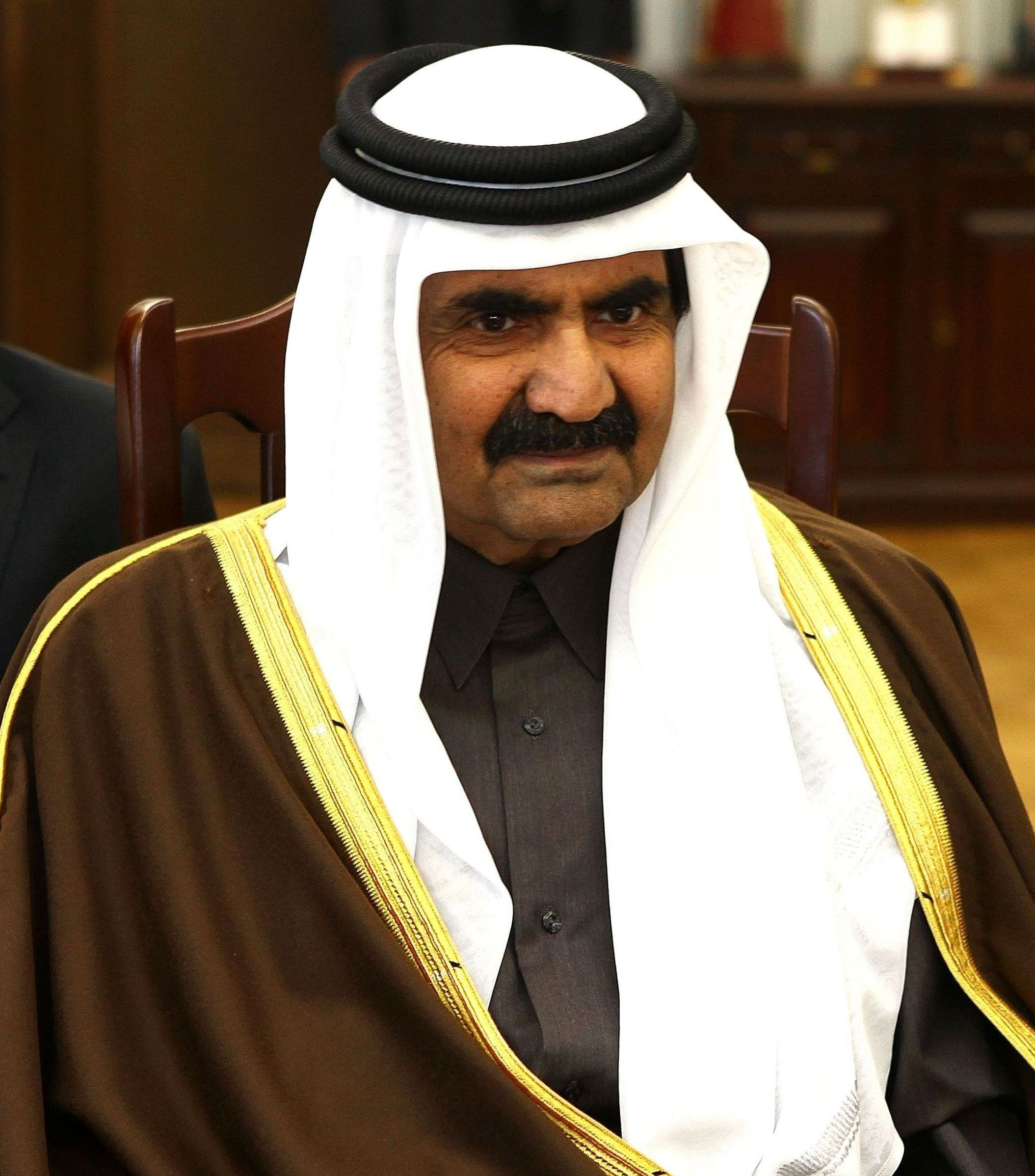
دولة قطر صاحب السمو الشيخ حمد بن خليفة آل ثاني أمير دولة قطر
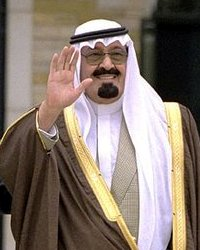
المملكة العربية السعودية صاحب السمو الملكي الأمير عبدالله بن عبدالعزيز آل سعود ولي العهد نائب رئيس مجلس الوزراء رئيس الحرس الوطني
دولة الإمارات العربية المتحدة صاحب السمو الشيخ مكتوم بن راشد آل مكتوم نائب رئيس الدولة رئيس مجلس الوزراء حاكم دبي
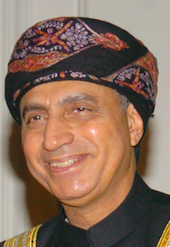
سلطنة عمان صاحب السمو السيد فهد بن محمود آل سعيد نائب رئيس الوزراء لشؤون مجلس الوزراء
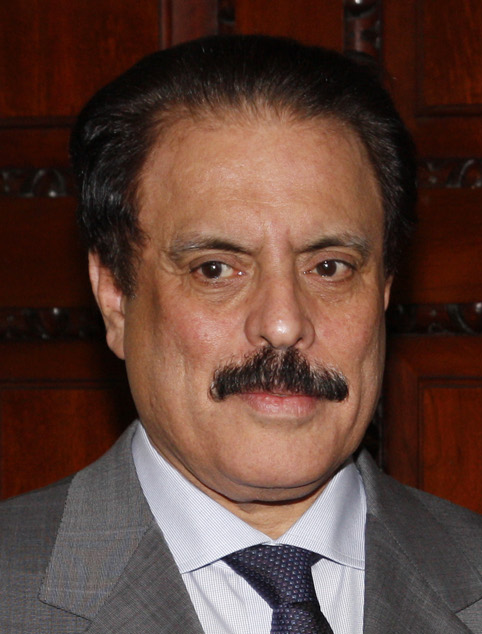
الأمانة العامة لمجلس التعاون الخليجي معالي السيد عبدالرحمن بن حمد العطية أمين عام مجلس التعاون لدول الخليج العربية